# Bichon au citron
Pour les articles homonymes, voir Bichon.
Le bichon au citron est une pâtisserie originaire de la région lyonnaise.
L'origine du nom « bichon » serait la ressemblance avec la tête d'un chien de race bichon, tel que peint par Goya.
C'est une sorte de chausson, fait en général de pâte feuilletée caramélisée, et fourré de crème de citron. Les ingrédients nécessaires sont : du jus de citron, de la crème, des zestes de citron de Menton, des œufs et du sucre.